# دوستان همراه پول
دوستان همراه پول (به انگلیسی: Friends with Money) فیلمی محصول سال ۲۰۰۶ و به کارگردانی نیکول هولفسنر است. در این فیلم بازیگرانی همچون جنیفر آنیستون، کاترین کینر، فرانسیس مک‌دورمند، جیسون آیزکس، اسکات کان، سایمن مک‌برنی، گرگ جرمن، جون کیوسک، مارین هینکل، جیک چری، باب استیفنسن ایفای نقش کرده‌اند.